# Prawez (Computer)
Prawez [ˈpravɛts] (bulgarisch Правец) ist die erste Marke für bulgarische Computer, unter der in der bulgarischen Stadt Prawez zwischen 1980 und Anfang der 1990er vom KMT-Prawez (Kombinat für Mikroprozessortechnik Prawez, bulgarisch КМТ - Правец (Комбинат по Микропроцесорна Техника Правец)) Computer hergestellt wurden. Es handelte sich hauptsächlich um Apple- und IBM-Nachbauten. Die Prawez-Serie stellte zeitweise bis zu 40 % aller innerhalb des Rats für gegenseitige Wirtschaftshilfe (RGW) gehandelten Desktop-Computer.

## Geschichte
Die Bulgarische Kommunistische Partei (BKP) entschied Anfang der 1980er Jahre, mit der Produktion eigener Mikrocomputerserien zu beginnen. Im Rahmen des RGW wurden diese als eine auszutauschende Geräteklasse bestimmt. Allerdings entwickelte man keine völlig neuen Systeme, sondern spezialisierte sich auf das Klonen bereits existierender Modelle. Bestimmend war dabei auch, dass Bulgarien als Entwicklungsland eingestuft wurde und verschiedene Exportbeschränkungen für moderne Technik nicht im gleichen Umfang wie für andere Länder des RGW galten.
Die ersten Modelle IMKO (individueller Mikrocomputer - Индивидуален Микро КОмпютър) wurden vom Institut für technische Kybernetik und Robotik entwickelt. 1981 wurden ca. 50 Stück des Modells IMKO hergestellt, das bei Nutzern beliebt war, vor allem wegen der leichten Bedienbarkeit. 1982 begann die Produktion des verbesserten Modells IMKO-2.
Die IMKO-2/Prawez-8-Systeme stellten möglichst perfekte Nachbildungen des Apple II dar. Die Entwicklung der IBM-kompatiblen Serie Prawez 16 begann 1984. Im Zweigwerk in Plowdiw wurde ab 1988 der Homecomputer Pyldin-601 (Пълдин-601) hergestellt. Quer über alle Modelle wurden ca. 60.000 Computer jährlich hergestellt.
2013 wurde von einer Firma, die sich die Namensrechte gesichert hat, ein Pravetz-64M-Laptop vorgestellt. Die Entwicklung steht in keiner Beziehung zur originalen Produktion.

## Prozessorherstellung
1985 wurde in Prawez die erste Chipfabrik Bulgariens in Betrieb genommen. Unter anderem wurden dort die Prozessoren CM601 (ein Motorola-6800-Klon), der CM630 (ein Nachbau des 6502) und die Peripheriebausteine CM602 (PIA MC6821), CM604 (SSDA MC6852), CM606 (Timer MC6840) und CM607 (CRT controller MC6845) hergestellt. Die Bausteine CM631, CM632 und CM633 bildeten einen zum Apple IIe kompatiblen Chipsatz.

## Modelle

### Übersicht
| Modell              | Zeitraum  | Prozessor                       | Arbeitsspeicher (RAM)       | Speicher (ROM) | Laufwerke                                          | Betriebssystem                                                       | Bemerkung                                                                              |
| ------------------- | --------- | ------------------------------- | --------------------------- | -------------- | -------------------------------------------------- | -------------------------------------------------------------------- | -------------------------------------------------------------------------------------- |
| IMKO                | 1980–1981 | Intel 8080A/2 MHz               | 16 kB                       | 2 kB oder 8 kB |                                                    |                                                                      |                                                                                        |
| Prawez 82/IMKO-2    | 1982–1986 | Synertek 6502/1 MHz             | 48 kB (bis 64 kB)           | 12 kB          | 1 oder 2 Floppy 5,25″ (extern)                     | Apple DOS, ProDOS                                                    |                                                                                        |
| Prawez 8E           | 1985      | 6502/1 MHz                      | 48 kB (bis 128 kB)          | 16 kB          | 1 oder 2 Floppy 5,25″                              | Apple DOS, ProDOS                                                    | Apple-IIe-kompatibel, Hauptplatine aus taiwanischer Produktion                         |
| Prawez 8M (Militär) | 1985–1987 | Synertek 6502/1 MHz + Z80/4 MHz | 64 kB (bis 128 kB)          | 12 kB          | 1 oder 2 Floppy 5,25″                              | Apple DOS, ProDOS, CP/M                                              | All-in-one-Gehäuse, spezielles Modem eingebaut                                         |
| Prawez 8D           | 1985–1992 | CM630/1 MHz                     | 48 kB                       | 16 kB          | Cassette / Floppy                                  | BIOS / Oric Basic, DOS-8D (für DISK II Drive), Oric DOS oder Sedoric | Oric Atmos-kompatibel                                                                  |
| Prawez 8A           | 1986–1988 | CM630/1 MHz                     | 64 kB (bis 1088 kB)         | 16 kB          | 1 oder 2 Floppy 5,25″                              | Apple DOS, ProDOS                                                    | Apple-IIe-kompatibel                                                                   |
| Prawez 8Co          | 1989–1994 | CM630/1 MHz                     | 128 kB                      | 16 kB          | 1 oder 2 Floppy 5,25″                              | Apple DOS, ProDOS                                                    | Heimcomputer, Disketten-Controller und Schnittstellen integriert, nur drei Steckplätze |
| Prawez 8C           | 1990–1994 | CM630/1 MHz                     | 128 kB (bis 1088 kB)        | 16 kB          | 1 oder 2 Floppy 5,25″, HDD                         | Apple DOS, ProDOS                                                    | wie 8Co, jedoch verbesserte Hauptplatine und mehr Erweiterungsmöglichkeiten            |
| Prawez 8VC          | 1990–???? | CM630/1 MHz                     | 128 kB (bis 1088 kB)        | 16 kB          | 1 oder 2 Floppy 5,25″, HDD                         | Apple DOS, ProDOS                                                    | Rechner und Monitor in einem Gerät, abgesetzte Tastatur                                |
| Pyldin-601          | 1988–1991 | CM601/1 MHz                     | 64 kB                       | 4–68 kB        | Cassette, später Floppy                            | UniDOS                                                               | Hergestellt im Zweigwerk in Plowdiw                                                    |
| Prawez 16           | 1984–1988 | 8088/4,77 MHz                   | 256 kB, 512 kB (bis 640 kB) | 64 kB          | 1 oder 2 Floppy 5,25, HDD (5 MB, 10 MB oder 20 MB) | SPS-DOS 3.3 (MS-DOS-Clone)                                           |                                                                                        |
| Prawez 16 E/ES      | 1988–???? | NEC V20/8 MHz                   | 640 kB                      | —              | 1 oder 2 Floppy 5,25″, HDD (20 MB)                 | SPS-DOS 3.3                                                          |                                                                                        |
| Prawez 16 T         | 1988–???? | 8088/10 MHz                     | 640 kB                      | —              | 1 oder 2 Floppy 5,25″, HDD (20 MB)                 | SPS-DOS 3.3                                                          | Turbo (10 MHz)                                                                         |

### Prawez 8
Mit Ausnahme des Prawez 8D waren alle Modelle der Prawez-8-Serie voll kompatibel mit dem Apple II. Es war möglich, Software der ursprünglichen Apple II sowie ab 8E des Apple IIe ohne Änderungen zu verwenden. Zeichengenerator-ROM und Monitor-ROM wurden leicht modifiziert, um das kyrillische Alphabet (Kyrillisch-Großbuchstaben anstelle von Kleinbuchstaben des lateinischen Alphabets) darzustellen. Die Änderungen entsprachen denen des Apple II plus für Katakana. Außerdem wurde die Startmeldung auf IMCO bzw. IMCO-2M (anstelle von APPLE ][) geändert.
Der Prawez 8M war eine speziell für den Militäreinsatz produzierte Version in einem Metallgehäuse mit integriertem Monitor und beweglicher Tastatur. Die Hauptplatine war eine Weiterentwicklung des Prawez 82. Neben einer Z80-CPU zum CP/M-Betrieb waren außerdem 64 kB RAM fest eingebaut. Die Ansteuerung entsprach der Apple II Language Card. Es gab verschiedene Varianten entsprechend dem Einsatzgebiet, z. B. existieren Tastaturvarianten mit eingebautem Joystick für Positionierungsaufgaben. Es wurde auch eine begrenzte Anzahl im späteren Prawez-8A-Gehäuse für den allgemeinen Einsatz, ebenfalls unter der Bezeichnung 8M hergestellt.
Der Prawez 8Co stellte eine kompakte Version des Prawez 8A dar, ähnlich dem Apple IIc, jedoch weiterhin in einem Pultgehäuse.  Diskettencontroller, serielle und parallele Schnittstellen wurden integriert, das RAM war fest mit 128 kB bestückt und nicht erweiterbar. 80-Zeichen-Darstellung war standardmäßig möglich. Das Gerät war als gehobener Heimcomputer gedacht. Der Prawez 8C war die darauf folgende, parallel produzierte Version mit gleichem Grundaufbau aber vollen Erweiterungsmöglichkeiten für den professionellen Einsatz. Der Prawez 8VC basierte auf der gleichen Hauptplatine wie der Prawez 8C, jedoch in einem Gehäuse, das sowohl den Monitor bereits enthielt als auch eine abgesetzte Tastatur bot.
In den späten 1980er Jahren wurde in Taschkent die usbekisch-bulgarische Gemeinschaftsfirma Option gegründet, um speziell für den Schuleinsatz in Usbekistan angepasste Rechner zu produzieren. Schätzungen zufolge wurden mehr als 50 % der Computerklassen in den Schulen der Republik Usbekistan (ca. 2500 Schulen) mit diesen Rechnern ausgestattet.

### Prawez 8D
Der Prawez 8D (домашний - dt. Heim/Haus) war als Homecomputer gedacht und ein kompatibler Nachbau des Oric Atmos. Neben dem 6502-Klon CM630 (1 MHz) wurde ein AY-3-8912 Sound-Generator sowie 48 KB RAM und 16 kB ROM verbaut. Das weiße Gehäuse war wesentlich größer als das des Oric und enthielt eine komfortable Tastatur in Standardgröße. Das Netzteil war eingebaut. Dank eingebautem Modulator konnte ein Fernseher anstelle eines speziellen Computer-Monitors verwendet werden. Das ROM enthielt geänderte Grafikroutinen, um neben dem lateinischen auch einen kyrillischen Zeichensatz zu unterstützen. Zu Beginn war nur die Speicherung auf Kassette vorgesehen. Ab 1990 wurde ein Floppycontroller sowie das Betriebssystem DOS-8D angeboten. Der Computer ist nicht weit verbreitet.

### Prawez 16
Der Prawez 16 (ES1839), zu Beginn als IMKO-4 bezeichnet, stellt einen weitgehenden IBM-XT Clone dar. Es wurden verschiedene Varianten, unter anderem auch mit 8086, produziert. Insbesondere durch die verbauten Laufwerke gelten die Rechner als langsam. Spätere Modelle enthielten auch 286 und 386sx CPUs. Kurz vor Einstellung der Produktion wurde noch ein auf dem Intel 486 basierender Rechner vorgestellt.

### Pyldin-601
Der Pyldin-601 (Пълдин-601) war Homecomputer mit dem CM601-Nachbau der Motorola-6800-CPU als Prozessor. Er wurde in Plowdiw hergestellt.